# Lorea Ibarra
Lorea Ibarra Gallardo (Mondragón, 8 de octubre de 2002) es una artista y actriz española.
Debutó en el año 2022 con el personaje de Oneka en la película de Akelarre. En el mismo año interpretó el personaje de Maialen en la película Ane. Estudia Ciencias Políticas en la Universidad Internacional de Madrid .

## Biografía
Lorea Ibarra es una actriz española conocida por sus interpretaciones en las películas de Akelarre y Ane.
Sin embargo, mientras planeaba un viaje con un grupo de amigos y compañeros, su madre insistió en enviar fotografías a una prueba de audición, que un amigo de la familia recomendó y sugirió que la chica tenía una buena oportunidad de quedarse con el papel.

## Filmografía

### Películas
| Año  | Película | Personaje |
| ---- | -------- | --------- |
| 2020 | Ane      | Maitane   |
| 2020 | Akelarre | Oneka     |